# Base aérienne militaire de Nyutabaru
 (septembre 2024).
La mise en forme du texte ne suit pas les recommandations de Wikipédia : il faut le « wikifier ».
Les points d'amélioration suivants sont les cas les plus fréquents. Le détail des points à revoir est peut-être précisé sur la page de discussion.
- Les titres sont pré-formatés par le logiciel. Ils ne sont ni en capitales, ni en gras.
- Le texte ne doit pas être écrit en capitales (les noms de famille non plus), ni en gras, ni en italique, ni en « petit »…
- Le gras n'est utilisé que pour surligner le titre de l'article dans l'introduction, une seule fois.
- L'italique est rarement utilisé : mots en langue étrangère, titres d'œuvres, noms de bateaux, etc.
- Les citations ne sont pas en italique mais en corps de texte normal. Elles sont entourées par des guillemets français : « et ».
- Les listes à puces sont à éviter, des paragraphes rédigés étant largement préférés. Les tableaux sont à réserver à la présentation de données structurées (résultats, etc.).
- Les appels de note de bas de page (petits chiffres en exposant, introduits par l'outil «  Source ») sont à placer entre la fin de phrase et le point final[comme ça].
- Les liens internes (vers d'autres articles de Wikipédia) sont à choisir avec parcimonie. Créez des liens vers des articles approfondissant le sujet. Les termes génériques sans rapport avec le sujet sont à éviter, ainsi que les répétitions de liens vers un même terme.
- Les liens externes sont à placer uniquement dans une section « Liens externes », à la fin de l'article. Ces liens sont à choisir avec parcimonie suivant les règles définies. Si un lien sert de source à l'article, son insertion dans le texte est à faire par les notes de bas de page.
- La présentation des références doit suivre les conventions bibliographiques. Il est recommandé d'utiliser les modèles {{Ouvrage}}, {{Chapitre}}, {{Article}}, {{Lien web}} et/ou {{Bibliographie}}. Le mode d'édition visuel peut mettre en forme automatiquement les références.
- Insérer une infobox (cadre d'informations à droite) n'est pas obligatoire pour parachever la mise en page.

Pour une aide détaillée, merci de consulter Aide:Wikification.
Si vous pensez que ces points ont été résolus, vous pouvez retirer ce bandeau et améliorer la mise en forme d'un autre article.

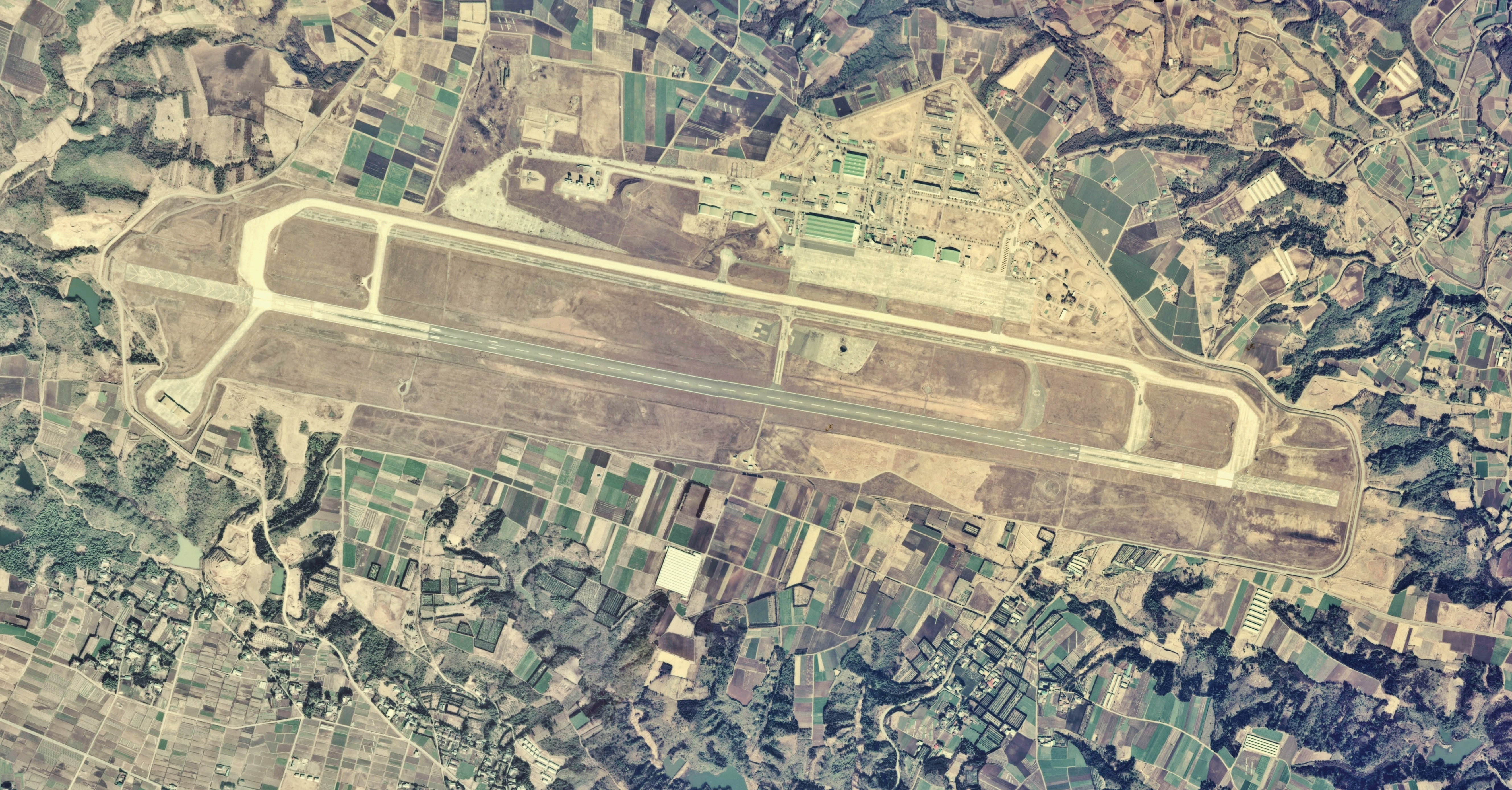
Base aérienne de Nyutabaru

La base aérienne de Nyutabaru (新田原基地, Nyūtabaru Kichi) (ICAO : RJFN) est un aérodrome militaire de la Force aérienne d'autodéfense japonaise (JASDF). Elle est située dans la ville de Shintomi, à environ 10,5 milles nautiques (19,4 km) au nord de la ville de Miyazaki, dans la préfecture de Miyazaki, au Japon, sur la côte est de Kyushu. Cette base est le quartier général de la 5e Escadre aérienne de la JASDF. Elle est également connue comme l'ancienne base du groupe d'instruction de vol, composé des pilotes les plus qualifiés du Japon. La superficie de la base est de 9 135 kilomètres carrés (3 527 mi²).

## Histoire
La base a été ouverte le 17 juillet 1940 sous le nom d'aérodrome de Nyūtabaru du Corps aérien de l'armée impériale japonaise et une branche de l'école de pilotage de l'armée de Kumagaya a été créée. Le 1er octobre, la base est devenue une branche de l'école de pilotage de l'armée de Tachiarai. En octobre 1941, le département de formation des parachutistes de l'armée, l'unité de formation du corps de parachutistes de l'armée impériale, a été transféré de Baicheng au Mandchoukouo. En avril 1944, le corps éducatif de l'école de communication de l'aviation de l'armée Nyūtabaru a été formé. Cependant, avec la capitulation du Japon en août 1945, la base fut supprimée.
La base est restée abandonnée pendant plus d'une décennie jusqu'à ce que la piste soit reconstruite le 1er décembre 1957 et que la base soit rouverte en tant que centre de formation abritant la 3e branche de l'école de pilotage Nyūtabaru de la Force aérienne d'autodéfense japonaise, équipée d'avions d'entraînement à réaction Lockheed T-33. La 3e branche de l'école de pilotage de Nyūtabaru a été renommée 17e groupe d'éducation au pilotage le 1er juin 1959.
Le 15 juillet 1961, la 5e escadre aérienne et le 6e escadron ont été transférés à Nyūtabaru depuis l'aérodrome de Matsushima. Le 8 janvier 1962, le 10e escadron du JASDF, équipé de North American F-86F, est formé. Le 17e groupe d’éducation au vol a été aboli l’année suivante. En février 1963, le 10e escadron est transféré à la base aérienne de Tsuiki et en mars, le 202e escadron JASDF, équipé de Lockheed F-104DJ/J, est formé. Le 6e escadron a également été transféré à la base aérienne de Tsuiki en octobre, et le 204e escadron JASDF (également équipé de F-104DJ/J) a été formé.
Le 26 juillet 1971, un F-104 de Nyūtabaru a dépassé la piste au décollage et s'est écrasé sur une colline, provoquant un énorme incendie. Un membre d'équipage a été tué. Le 11 avril 1973, un Mitsubishi MU-2 attaché à la base s'est écrasé pendant un entraînement, tuant quatre membres d'équipage.
En 1980, 179,28 hectares de la base ont été fournis aux forces américaines au Japon en tant qu'utilisation conjointe temporaire conformément à l'accord sur le statut des forces entre les États-Unis et le Japon (nom de l'installation/zone : base aérienne de Nyutabaru, FAC 5115). Le 21 décembre 1982, le 202e Escadron passe du F-104 au McDonnell Douglas F-15 EagleDJ/J. En 1985, le 204e escadron est également passé au F-15DJ/J et a été transféré à la base aérienne de Hyakuri, avec le 301e escadron JASDF (McDonnell Douglas F-4 Phantom II|McDonnell Douglas F-4EJ) délocalisé de Hyakuri à Nyūtabaru. En avril 1990, le groupe d'instruction de vol est également passé du Mitsubishi T-2 au F-15DJ.
Le 6 octobre 2000, le 202e escadron est dissous et le 23e escadron d'éducation au vol est formé, utilisant des avions F-15DJ. Le groupe d'instructeurs de vol a été transféré à la base aérienne de Komatsu en 2014 et a été remplacé par le 305e escadron JASDF (F-15DJ/J) de la base aérienne de Hyakuri. Le 301e escadron a également été transféré à Hyakuri en octobre 2014. Le 20 octobre 2018, le gouvernement a annoncé un plan visant à développer des dépôts de munitions et des zones de stationnement pour l'armée américaine à Nyūtabaru.
Le 26 juillet 2023, le Dassault Rafale de l'armée de l'air et de l'espace française s'est rendu à Nyūtabaru dans le cadre de la « Mission Pégase » de la France en vue de son déploiement outre-mer. C'était la première fois que des avions de chasse de l'armée de l'air française visitaient le Japon depuis la Seconde Guerre mondiale.
En juillet 2021, le ministre japonais de la Défense, Nobuo Kishi, a annoncé que la base accueillerait les F-35B de la JASDF. Au total, 42 variantes du F-35B seront acquises, dont 18 d'ici l'exercice 2023, six en 2024 et deux en 2025. Ceux-ci doivent former un escadron unique composé d'environ 20 appareils. La base est située à proximité de la base de Kure de la Force d'autodéfense maritime japonaise dans la préfecture d'Hiroshima, qui est le port d'attache du JS Kaga, l'un des deux porte-avions japonais en cours de conversion pour exploiter le F-35B.